# مایکل میلین
مایکل میلین (انگلیسی: Michelle Maylene؛ زاده ۲۰ ژانویهٔ ۱۹۸۷) یک بازیگر پورنوگرافی اهل ایالات متحده آمریکا است.